# Monocymbium deightonii
Monocymbium deightonii är en gräsart som beskrevs av Charles Edward Hubbard. Monocymbium deightonii ingår i släktet Monocymbium och familjen gräs. Inga underarter finns listade i Catalogue of Life.